# Semnopithecus dussumieri
O langur-cinzento-das-planícies-do-sul (Semnopithecus dussumieri) é uma das 7 espécies de Semnopithecus. É nativo da Índia.

## Estado de conservação
Esta espécie está numa ampla distribuição, habitando desde as florestas até às cidades e não possui muitas ameaças pelo que foi listado como pouco preocupante.